# Yale Babylonian Collection
La Yale Babylonian Collection és una branca independent de la Yale University Library situada al campus de la Universitat Yale a New Haven, Connecticut, als Estats Units. Comprèn més de 45.000 elements. Fou establerta després de la donació d'una col·lecció de tauletes d'argila cuneïformes per part de J. P. Morgan el 1909.